# Acquasparta

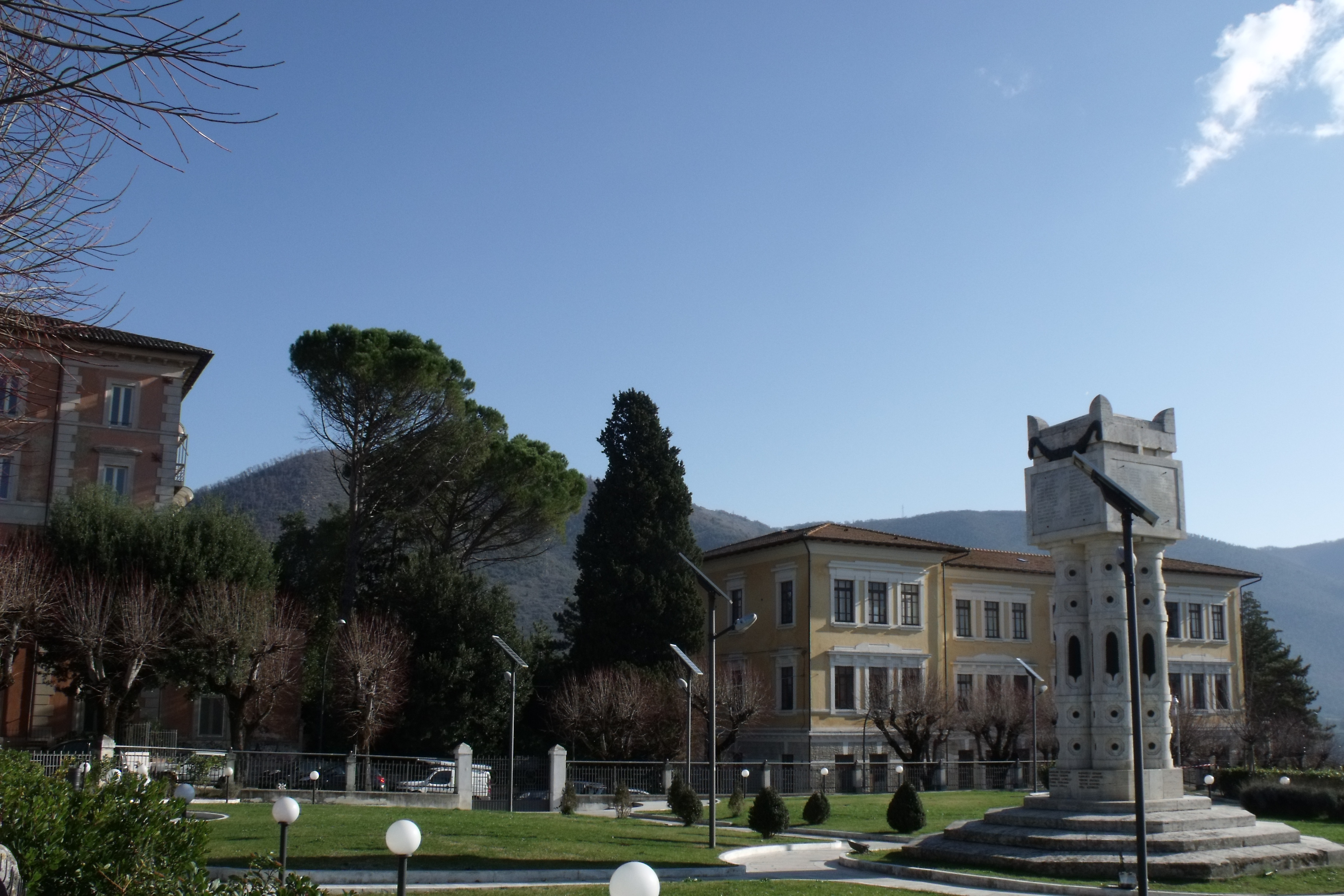

Acquasparta – miejscowość i gmina we Włoszech, w regionie Umbria, w prowincji Terni.
W roku 2004 gminę zamieszkiwały 4533 osoby, 57,4 os./km².
W Aquasparcie znajduje się stacja kolejowa oraz wytwórnia wody mineralnej Amerino.